# 제10기갑사단 (독일 국방군)
제10기갑사단은 제2차 세계 대전 직전인 1939년 3월에 창설되어 1943년에 소멸한 독일 육군의 기갑 사단 중 하나였다.

## 부대 역사
1939년에 창설되어 폴란드 침공 기간 중에 북부 집단군의 예비로 배치되었다. 폴란드 전투 당시 사단의 전차 전력은 다음과 같다.
- 1호 전차(PzKpfw I) - 57대
- 2호 전차(PzKpfw II) - 74대
- 3호 전차(PzKpfw III, 37mm 전차포 장착) - 3대
- 4호 전차(PzKpfw IV) - 7대
- 구난전차 - 9대
- 총계 - 150대

이후 1940년 프랑스 침공과 바르바로사 작전에서는 중부 집단군에 배속되어 참전했다. 이후 동부 전선에서 막대한 피해를 입은 후, 휴식 및 재정비 과정을 거치면서 연합군의 침공에 대비했다.
1942년, 연합군의 횃불 작전 실행 이후, 튀니지로 이동하여 시디 부지드 전투, 카세린 협곡 전투 옥셍코프 작전 메드닌 전투 엘 게타르 전투에 참가했다. 그러나 이후 많은 다른 주축국 사단들처럼 10 기갑 사단도 병력과 장비의 대부분을 잃고 재건하지 못했으며 튀니지아에서 항복하였다, 독일 국방군의 편성 목록록에서는 삭제되었다.

## 전투 편성
- 7기갑연대
- 69기갑척탄병연대
- 86기갑척탕병연대
- 10모터싸이클대대
- 90포병연대
- 90기갑엽병연대
- 49전투공병대대
- 90통신중대

## 참전 연혁
| 날짜                      | 군단        | 군                  | 집단군           | 지역               |
| 1939년 9월                | 집단군 예비 |                     | 북부 집단군      | 폼메른, 폴렌       |
| 1939년 12월               | 군 예비     | 16 군               | A 집단군         | 아이펠             |
| 1940년 1월 ~ 5월          | 군 예비     | 16군                | A 집단군         | 아이펠, 프랑스     |
| 1940년 6월                | 14군단      | 클라이스트 기갑집단 | B 집단군         | 프랑스             |
| 1940년 7월 ~ 1940년 10월  | 22군단      | 2 군                | C집단군          | 프랑스             |
| 1940년 11월 ~ 1940년 12월 | Suippe      | 1 군                | D 집단군         | 프랑스             |
| 1941년 1월 ~ 1941년 2월   | 41군단      | 1군                 | D 집단군         | 프랑스             |
| 1941년 3월 ~ 1941년 4월   | 예비        |                     |                  | 독일               |
| 1941년 5월                | 56군단      | 3 기갑군            |                  | 독일               |
| 1941년 6월                | in WK VIII  | 2.3 기갑집단군      |                  | 독일               |
| 1941년 7월 ~ 1941년 8월   | 46군단      | 2 기갑군            | 중부 집단군      | 민스크, 스몰렌스크 |
| 1941년 9월                | 예비대      | 4 기갑군            | 중부집단군       | 민스크, 스몰렌스크 |
| 1941년 10월 ~ 1941년 12월 | 40 군단     | 4 기갑군            | 중부 집단군      | 뱌지마, 모스크바   |
| 1942년 1월                | 46군단      | 4 기갑군            | 중부 집단군      | 유흐노프           |
| 1942년 2월                | 9군단       | 4 기갑군            | 중부 집단군      | 유흐노프           |
| 1942년 3월                | 20군단      | 4 기갑군            | 중부 집단군      | 유흐노프           |
| 1942년 4월                | 예비대      |                     | 중부 집단군      | 유흐노프           |
| 1942년 5월                | 예비대      | 15 군               | D 집단군         | 프랑스             |
| 1942년 6월                | 81군단      | 15군                | D 집단군         | 프랑스             |
| 1942년 7월 ~ 1942년 8월   | 예비대      | 15 군               | D 집단군         | 프랑스             |
| 1942년 9월 ~ 1942년 10월  | 81군단      | 15 군               | D 집단군         | 프랑스             |
| 1942년 11월               | 예비대      | 15 군               | D 집단군         | 프랑스             |
| 1942년 12월               | 90군단      | 15 군               | 남부 전투 사령부 | 튀니스             |
| 1943년 1월 ~ 1943년 3월   | 예비대      | 5 기갑군            | 남부 전투 사령부 | 튀니스             |
| 1943년 4월 ~ 1943년 5월   | 예비대      |                     | 아프리카 집단군  | 튀니스             |

## 기사십자장 수훈자
다음은 이 사단 출신으로 기사 십자장을 수여받은 장병들이다. 날짜 순이다.
- 볼프강 피셔 대령 : 1940년 6월 3일
- 브루노 겔로흐 중령 : 1940년 9월 4일
- 발터 루바르트 상사 : 1940년 6월 3일
- 하인리히 한보이에르 중위 : 1941년 3월 7일
- 루돌프 게르하르트 소령 : 1941년 9월 22일
- 프리츠 례첼 대위 : 1941년 10월 11일
- 한스 퀴르스텐 중위 : 1941년 10월 11일
- 볼프강 릴 중령 : 1941년 10월 13일
- 칼 마우스 중령 : 1941년 11월 26일
- 헬무트 후델 대위 : 1942년 5월 27일
- 울리히 뷔르커 중령 : 1943년 1월 19일
- 하인리히 드레베스 소령 : 1943년 4월 24일
- 에리히 하우트 대위 : 1943년 5월 10일
- 페르디난트 샤알 중장 : 1943년 7월 13일
- 프리드리히 부쉬하우젠 소령 : 1943년 10월 9일

## 같이 보기
- 독일의 기갑 사단
- 독일 육군 (제2차 세계 대전)
- 제2차 세계 대전의 독일군 사단 목록

## 참고
- Wendel, Marcus (2004). "10. Panzer-Division". Retrieved April 2, 2005.
- feldgrau.com 10기갑사단 자료